# Малевничье (Винницкая область)
Малевничье (укр. Мальовниче) — село на Украине, находится в Шаргородском районе Винницкой области.
Код КОАТУУ — 0525384202. Население по переписи 2001 года составляет 395 человек. Почтовый индекс — 23514. Телефонный код — 4344.
Занимает площадь 16,64 км².

## Адрес местного совета
23514, Винницкая область, Шаргородский р-н, с. Козловка, ул. Шевченко, 1